# Lok Sabha
De Lok Sabha (Huis van het volk) is het lagerhuis van het parlement van India. De regering van India is verantwoording schuldig aan deze kamer. De Lok Sabha bestaat uit 545 leden, 543 worden direct verkozen en 2 worden er aangewezen door de president.

## Zetelverdeling Vijftiende Lok Sabha
Als gevolg van de algemene verkiezingen in april en mei 2009 is de zetelverdeling als volgt (gesorteerd op alliantie):
| Zetels: 262 | Verschil: +80 |

| Zetels: 159 | Verschil: −17 |

| Zetels: 78 | Verschil: −27 |

| Zetels: 27 | Verschil: -37 |

| Zetels: 17 | Verschil: nvt |

|  |  |  |  |

## Geschiedenis
Hieronder volgt een overzicht van de opeenvolgende Lok Sabha's en het jaar wanneer deze gekozen zijn als gevolg van de algemene verkiezingen:
| Lok Sabha         | Jaar |
| ----------------- | ---- |
| Eerste Lok Sabha  | 1951 |
| Tweede Lok Sabha  | 1957 |
| Derde Lok Sabha   | 1962 |
| Vierde Lok Sabha  | 1967 |
| Vijfde Lok Sabha  | 1971 |
| Zesde Lok Sabha   | 1977 |
| Zevende Lok Sabha | 1980 |
| Achtste Lok Sabha | 1984 |

| Lok Sabha            | Jaar |
| -------------------- | ---- |
| Negende Lok Sabha    | 1989 |
| Tiende Lok Sabha     | 1991 |
| Elfde Lok Sabha      | 1996 |
| Twaafde Lok Sabha    | 1998 |
| Dertiende Lok Sabha  | 1999 |
| Veertiende Lok Sabha | 2004 |
| Vijftiende Lok Sabha | 2009 |

## Verdeling tussen de staten en territoria
De toewijzing van de zetels wordt per staat of territoria geregeld. Elke staat of territorium heeft een bepaald aantal kiesdistricten, die zijn ingesteld aan de hand van het aantal inwoners. Elk kiesdistrict levert een zetel op. Hieronder volgt een overzicht:
| Staat             | Aantal kiesdistricten |
| ----------------- | --------------------- |
| Andhra Pradesh    | 42                    |
| Arunachal Pradesh | 2                     |
| Assam             | 14                    |
| Bihar             | 40                    |
| Chhattisgarh      | 11                    |
| Goa               | 2                     |
| Gujarat           | 26                    |
| Haryana           | 10                    |
| Himachal Pradesh  | 4                     |
| Jammu en Kasjmir  | 6                     |
| Jharkhand         | 14                    |
| Karnataka         | 28                    |
| Kerala            | 20                    |
| Madhya Pradesh    | 29                    |

| Staat         | Aantal kiesdistricten |
| ------------- | --------------------- |
| Maharashtra   | 48                    |
| Manipur       | 2                     |
| Meghalaya     | 2                     |
| Mizoram       | 1                     |
| Nagaland      | 1                     |
| Odisha        | 21                    |
| Punjab        | 13                    |
| Rajasthan     | 25                    |
| Sikkim        | 1                     |
| Tamil Nadu    | 39                    |
| Tripura       | 2                     |
| Uttaranchal   | 5                     |
| Uttar Pradesh | 80                    |
| West-Bengalen | 42                    |

| Territorium                 | Aantal kiesdistricten |
| --------------------------- | --------------------- |
| Andaman- en Nicobareilanden | 1                     |
| Chandigarh                  | 1                     |
| Dadra en Nagar Haveli       | 1                     |
| Daman en Diu                | 1                     |
| Delhi                       | 7                     |
| Lakshadweep                 | 1                     |
| Pondicherry                 | 1                     |